# 1913-as Grand Prix-szezon
Az 1913-as Grand Prix-szezon volt a Grand Prix-versenyzés nyolcadik idénye.

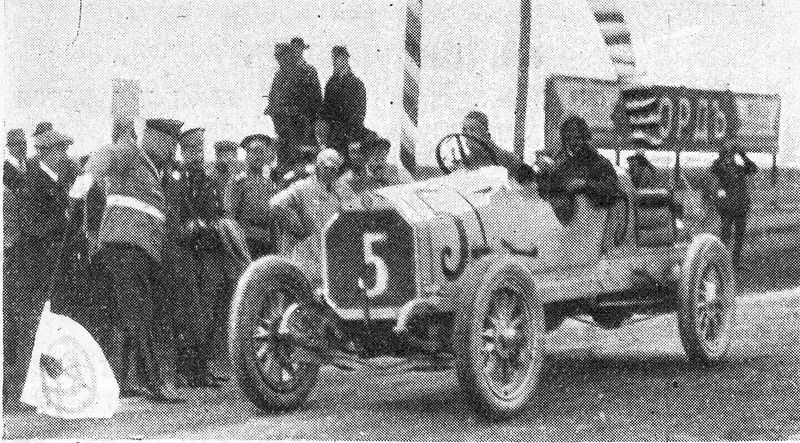
Az Orosz Nagydíj befutója (G. Szuvorin a Benz 29/60PS típusú autóján)

Ebben az évben két francia nagydíj volt, az eredeti mellett a Grand Prix de France néven futó verseny, amelyet az Automobile Club de l'Ouest szervezett. Ezt a versenyt azonban hivatalosan nem tekintik francia nagydíjnak.

## Versenyek

### Grandes Épreuves
| Verseny         | Helyszín | Időpont    | Győztes versenyző | Győztes konstruktőr | Összefoglaló |
| --------------- | -------- | ---------- | ----------------- | ------------------- | ------------ |
| francia nagydíj | Amiens   | Július 12. | Georges Boillot   | Peugeot             | Összefoglaló |

### További versenyek
| Verseny                | Helyszín      | Időpont       | Győztes versenyző   | Győztes konstruktőr | Összefoglaló |
| ---------------------- | ------------- | ------------- | ------------------- | ------------------- | ------------ |
| indianapolisi 500      | Indianapolis  | Május 30.     | Jules Goux          | Peugeot             | Összefoglaló |
| orosz nagydíj          | Szentpétervár | Június 7.     | G. Szuvorin         | Benz                | Összefoglaló |
| Grand Prix de France   | Le Mans       | Augusztus 5.  | Paul Bablot         | Delage              | Összefoglaló |
| Santa Monica Road Race | Santa Monica  | Augusztus 9.  | Earl Cooper         | Stutz               | Összefoglaló |
| Elgin National Trophy  | Elgin         | Augusztus 30. | Gil Andersen        | Stutz               | Összefoglaló |
| spanyol nagydíj        | Guadarrama    |               | Carlos de Salamanca | Rolls Royce         | Összefoglaló |